# غاري أرمسترونغ (لاعب اتحاد الرغبي)
غاري أرمسترونغ (بالإنجليزية: Gary Armstrong)‏ هو لاعب اتحاد الرغبي بريطاني، ولد في 30 سبتمبر 1966 في إدنبرة في المملكة المتحدة.

## وصلات خارجية
- غاري أرمسترونغ عل موقع إسبنسكروم (الإنجليزية)
- غاري أرمسترونغ على موقع ItsRugby.co.uk (الإنجليزية)